# Hugo Bonatti (Freestyle-Skier)
Hugo Bonatti (* 17. Mai 1962 in St. Johann in Tirol) ist ein ehemaliger österreichischer Freestyle-Skier. Er startete zeitweise in allen Disziplinen und hatte seine Stärken im Aerials (Springen) und in der Kombination. Bei den Weltmeisterschaften 1993 gewann der spätere Transplantationschirurg mit Bronze in der Kombination die erste Freestyle-Skiing-Medaille für Österreich.

## Biografie

### Kindheit und Jugend
Inspiriert von Heinrich „Fuzzy“ Garhammer, baute Hugo Bonatti 1976/77 mit anderen Jugendlichen, darunter seine Brüder Hannes und Roman sowie sein späterer Nationalmannschaftskollege Thomas Überall, eine Schanze auf der Bichlalm. Im Winter darauf gewann Bonatti bei den Tiroler Meisterschaften in Fügen den Titel in der Kombination und nahm an den Staatsmeisterschaften in Kitzbühel teil. Bei einem Trainingslager im Schnalstal erhielten die Jungen, die zunächst in Eigenregie trainiert hatten, erstmals professionelle Unterweisungen. Während Überall seine sportlichen Ambitionen weiterverfolgte, startete Bonatti von 1980 bis 1983 zugunsten seiner Ausbildung ausschließlich bei nationalen Wettkämpfen und Showbewerben. Weil der Kitzbüheler Ski Club noch nicht über eine Freestyle-Abteilung verfügte, startete er anfangs für die Turnerschaft Innsbruck.

### Sportliche Laufbahn
Nach dem Studienabschluss wurde Hugo Bonatti 1985 in die österreichische Nationalmannschaft aufgenommen. Im Februar 1986 nahm er in allen Disziplinen an den ersten Freestyle-Weltmeisterschaften in Tignes teil und erreichte als bestes Ergebnis Platz neun in der Kombination. Sein Debüt im Freestyle-Skiing-Weltcup gab er wenige Tage später mit Aerials-Rang sieben in Mariazell. In den folgenden drei Weltcup-Wintern startete er ausschließlich im Springen, konnte seinen Einstand aber erst bei den Weltmeisterschaften am Oberjoch übertreffen. Mit Platz sechs gelang ihm dort sein bestes Resultat bei einem Großereignis in einer Einzeldisziplin. Ab der Saison 1989/90 bestritt Bonatti zusätzlich zu seiner Paradedisziplin einzelne Weltcups im Ballett und auf den Moguls. Während er sich auf der Buckelpiste nie in den Punkterängen klassierte, schaffte er im Ballett Platz 18 als bestes Karriereergebnis. Im März 1990 erreichte er in La Clusaz als Vierter das beste Aerials-Ergebnis und als Dritter in der Kombination den ersten Podestplatz seiner Laufbahn.
Bei den Weltmeisterschaften 1991 in Lake Placid startete Bonatti wie bereits 1986 in allen Disziplinen. In der Kombination blieb er als Fünfter knapp hinter den Medaillenrängen zurück, im Aerials belegte er Rang zwölf. Im selben Jahr gewann er in seiner stärksten Einzeldisziplin zum vierten Mal hintereinander den österreichischen Meistertitel. 1991/92 hatte er seine stärkste Saison und erreichte in elf Kombinationen drei zweite und fünf dritte Plätze. Im Gesamtweltcup belegte er punktegleich mit dem Zweit- und Drittplatzierten Rang vier. Die beiden Demonstrationswettbewerbe im Rahmen der Olympischen Spiele von Albertville schloss Bonatti auf den Rängen sechs (Aerials) und 13 (Ballett) ab. Seinen größten Erfolg feierte er im März 1993 bei den Heimweltmeisterschaften in Altenmarkt-Zauchensee, als er in der Kombination hinter Sergei Schuplezow und Trace Worthington die Bronzemedaille gewann. Damit sorgte er für die erste wichtige ÖSV-Medaille im Freestyle-Sport. In der Weltcup-Disziplinenwertung wurde er zum zweiten Mal hintereinander Dritter. Im Hinblick auf die Olympischen Spiele von Lillehammer beschränkte er sich wieder auf das Springen, konnte aber nicht mehr an frühere Ergebnisse anknüpfen. Nachdem er für die Spiele nicht nominiert worden war, beendete er im Jänner 1994 seine aktive Laufbahn.

### Weitere Karriere
Nach dem Besuch des Borromäums Salzburg und des Bundesrealgymnasiums in seinem Geburtsort St. Johann zog Hugo Bonatti 1980 für ein Medizinstudium nach Innsbruck. Nachdem er promoviert hatte, begann er 1986 als Assistenzarzt am Universitätsklinikum Innsbruck. In den folgenden Jahren arbeitete er während der Sommermonate im Krankenhaus und widmete sich im Winterhalbjahr seiner sportlichen Laufbahn. 1995 schloss er die Fachausbildung zum Chirurgen ab. Am Londoner King’s College spezialisierte er sich auf die Transplantation von Nieren, Leber und Bauchspeicheldrüse, ehe er zurück nach Innsbruck und 1998 für ein Jahr an das Bezirkskrankenhaus St. Johann wechselte. In Folge weiterer Stationen in Innsbruck sowie an der Mayo Clinic in Jacksonville, Florida, kehrte er zum wiederholten Mal nach Innsbruck zurück, wo er zwischen 2003 und 2005 als transplantierender und allgemeiner Chirurg tätig war. Ab Herbst 2006 bildete er sich an der University of Virginia in chirurgischer Intensivpflege weiter, später an der University of Maryland in minimalinvasiver Chirurgie. Im Sommer 2010 ging er nach Nashville, um die US-Chirurgenausbildung abzuschließen. Aktuell praktiziert er an einer Klinik in Hagerstown, Maryland.
Hugo Bonatti heiratete im Mai 1991 Margit Rass, die er 1982 kennengelernt hatte und die seine Skikarriere als Managerin begleitet hatte. Das Paar hat zwei gemeinsame Söhne (* 1996 und 1998). Bonatti ist in zweiter Ehe mit Janani Karunaratne verheiratet. Das Paar lebt in den USA und hat eine Tochter.

## Erfolge

### Olympische Spiele
- Albertville 1992: 6. Aerials, 13. Ballett (Demonstrationswettbewerbe)

### Weltmeisterschaften
- Tignes 1986: 9. Kombination, 17. Aerials, 37. Ballett, 44. Moguls
- Oberjoch 1989: 6. Aerials
- Lake Placid 1991: 5. Kombination, 12. Aerials, 23. Ballett, 41. Moguls
- Altenmarkt-Zauchensee 1993: 3. Kombination, 17. Aerials, 24. Ballett, 42. Moguls

### Weltcup
- 45 Platzierungen unter den besten zehn, davon 14 Podestplätze

### Weltcupwertungen
| Saison  | Gesamt | Gesamt | Aerials | Aerials | Ballett | Ballett | Kombination | Kombination |
| Saison  | Platz  | Punkte | Platz   | Punkte  | Platz   | Punkte  | Platz       | Punkte      |
| ------- | ------ | ------ | ------- | ------- | ------- | ------- | ----------- | ----------- |
| 1985/86 | 71.    | 4      | 26.     | 27      | –       | –       | –           | –           |
| 1986/87 | 53.    | 10     | 17.     | 58      | –       | –       | –           | –           |
| 1987/88 | 46.    | 13     | 15.     | 94      | –       | –       | –           | –           |
| 1988/89 | 53.    | 12     | 19.     | 74      | –       | –       | –           | –           |
| 1989/90 | 13.    | 23     | 10.     | 108     | 38.     | 5       | 7.          | 24          |
| 1990/91 | 5.     | 25     | 11.     | 141     | 35.     | 11      | 6.          | 65          |
| 1991/92 | 4.     | 33     | 9.      | 131     | 29.     | 23      | 3.          | 107         |
| 1992/93 | 41.    | 55     | 18.     | 252     | 30.     | 88      | 3.          | 556         |
| 1993/94 | 106.   | 8      | 35.     | 64      | –       | –       | –           | –           |

### Weitere Erfolge
- 5 österreichische Meistertitel (Aerials 1988–1991, Ballett 1993)[2]
- Bronze bei den Europameisterschaften in der Kombination 1990
- 2003: KSC Sportehrenzeichen in Silber